# أسطورة آخر الليل
رواية أسطورة آخر الليل هي الرواية رقم 28 من سلسلة ما وراء الطبيعة التي تصدرها المؤسسة العربية الحديثة ضمن روايات مصرية للجيب للكاتب أحمد خالد توفيق. تُعدُّ السلسلة أول سلسلة روايات عربية في أدب الرعب.

## نبذة عن الرواية
تدور أحداث الرواية أيضًا في شكل خطاب مُرسل إلى الدكتور رفعت إسماعيل، حيث يرويها في عام 1969م بينما تدور أحداثها في الستينات.
تطرق المؤلف في تلك الرواية إلى الجاثوم، وعلم الاونيرومانسي، والنكرومانسي، والسحر الأسود، وديجا فو، حيث يشتكي الأستاذ «هـ» الذي يعمل مدرسّا للرياضيات من الكوابيس، فيخرج من كل كابوس بتذكار حقيقي كما لو كان عاش أحداثه على أرض الواقع، إلا أنه لايسير نائمًا، كما يشعر أن تلك الكوابيس إنما هي سلسلة متصلة ببعضها البعض منذ الكابوس الأول.

## روابط خارجية
- سلسلة ما وراء الطبيعة.
- صفحة أحمد خالد توفيق على موقع جود ريدز
- صفحة د.أحمد خالد توفيق على موقع دار ليلى للنشر.
- صفحة أحمد خالد توفيق على موقع أبجد
- الموقع الرسمي للمؤسسة العربية الحديثة